# Antic convent dels Pares Carmelites Descalços
L'Antic convent dels Pares Carmelites Descalços és una obra barroca de Tarragona protegida com a Bé Cultural d'Interès Local.

## Descripció
L'edifici té planta baixa, dos més d'alçada i una golfa. A la façana del carrer del Carme es veu l'escut de l'ordre del Carmel.